# Ordem da Santa Grande Mártir Catarina (Rússia)

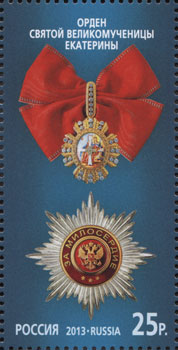
A Ordem da Santa Grande Mártir Catarina em um selo postal russo da série de 2013 "Prêmios Estatais da Federação Russa"

A Ordem da Santa Grande Mártir Catarina (em russo: О́рден Свято́й великому́ченицы Екатери́ны; tr. Órden Svyatói velikomúchennitsy Yekateríny) é uma condecoração estatal da Federação Russa. Seu nome homenageia Catarina de Alexandria, mártir cristã que viveu entre o século III e o início do século IV.

## História
A Ordem da Santa Grande Mártir Catarina foi instituída por decreto do presidente da Federação Russa, Dmitri Medvedev, em 3 de maio de 2012 (Decreto nº 573 “Sobre a instituição da Ordem da Santa Grande Mártir Catarina e da insígnia ‘Por boas ações'”).
Em novembro de 2021, o estatuto da ordem foi alterado para regulamentar o uso da insígnia por homens condecorados.

## Estatuto
A ordem é concedida a cidadãos russos e estrangeiros reconhecidos por sua postura espiritual e moral elevada, compaixão e contribuições notáveis à paz, causas humanitárias, caridade e preservação do patrimônio cultural.
De modo geral, é necessário que o cidadão russo indicado à condecoração já possua outra honraria estatal da Federação Russa.
A insígnia da ordem é usada em uma faixa colocada sobre o ombro direito.
A insígnia da Ordem da Santa Grande Mártir Catarina, quando usada com traje feminino, é fixada em um laço no lado direito do peito, acima das demais condecorações estatais da Federação Russa. Para trajes masculinos, é usada em uma base pentagonal no lado esquerdo do peito, após a insígnia da Ordem “Por Mérito à Pátria”.
A estrela da Ordem é usada no lado esquerdo do peito, abaixo das condecorações em base e da estrela da Ordem “Por Mérito à Pátria”.
Existe também uma versão miniatura da insígnia para uso cotidiano ou em ocasiões especiais. No traje feminino, ela é usada em um laço no lado direito do peito, e no masculino, em uma base pentagonal no lado esquerdo, posicionada após a miniatura da Ordem “Por Mérito à Pátria”.
Quando usada em forma de fita na barra de condecorações, a fita da Ordem da Santa Grande Mártir Catarina é colocada após a da Ordem “Por Mérito à Pátria”.
Se usada em forma de roseta, deve ser posicionada no lado esquerdo do peito.

## Descrição
A Ordem da Santa Grande Mártir Catarina é composta por uma insígnia e uma estrela.

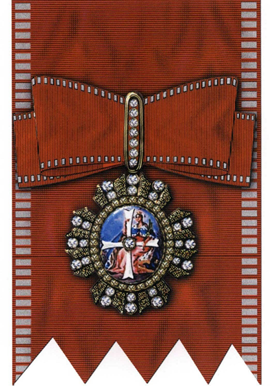
Distintivo da Ordem

A insígnia tem a forma de uma cruz dourada em prata, com um medalhão oval no centro. Cada braço da cruz termina em quatro pontas, decoradas com um padrão em relevo de pequenos anéis justapostos. Entre os braços da cruz há dois diamantes. O medalhão central, com borda ornamentada no mesmo estilo, é esmaltado em azul-claro e traz uma representação da Santa Grande Mártir Catarina feita em fínift. No verso, há a numeração da insígnia. Ela é ligada a um anel com uma moldura oval estreita decorada com pequenos anéis e uma fileira vertical de diamantes em seu interior. A fita da ordem, passada por esse anel e disposta em laço, possui um fecho no verso para fixação na roupa. A insígnia pode também ser usada com a fita oficial da ordem. Suas dimensões são: 45 mm de altura por 40 mm de largura. A fita é de seda moiré vermelha, com bordas prateadas intermitentes de 7 mm, totalizando 100 mm de largura.
No laço, a fita tem 45 mm de largura, com bordas prateadas de 3 mm.
A estrela da ordem é uma peça de prata com oito pontas. No centro, um medalhão circular esmaltado em vermelho exibe o brasão de armas da Federação Russa em relevo dourado e colorido. Ao redor, a borda vermelha do medalhão traz o lema da ordem: "PELA MISERICÓRDIA" (em russo: «ЗА МИЛОСЕРДИЕ»; "ZA MILOSERDIE") em letras douradas retas. A distância entre pontas opostas da estrela é de 82 mm. O verso da estrela traz seu número de série na parte inferior e possui um alfinete para fixação à roupa.
Uma cópia em miniatura do distintivo da Ordem da Santa Grande Mártir Catarina é usada em um laço. A altura do distintivo é de 20,2 mm, a largura é de 20 mm. A largura da fita é de 20 mm.
Ao usar a fita da Ordem na roupa formal, emprega-se uma barra de 12 mm de altura. A largura da fita é 24 mm.

Na fita da Ordem em forma de roseta, é fixada uma miniatura da estrela da Ordem, feita de metal com esmalte. A distância entre as pontas opostas da estrela é 13 mm. O diâmetro da roseta é 15 mm.

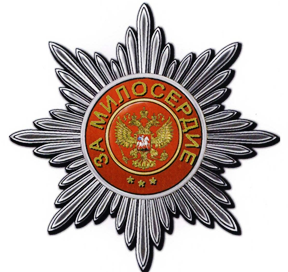
Estrela da ordem
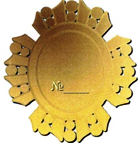
Emblema da ordem

## Cavaleiros da Ordem
1. Liudmila Ilyina (igumênia Nikolaia) (3 de maio de 2012, nº 574) — abadessa do Mosteiro Feminino de Santo Nicolau em Maloyaroslavets, diocese de Kaluga da Igreja Ortodoxa Russa.[3]
2. Nina Perekhuzhikh (3 de maio de 2012, nº 574) — médica no hospital regional nº 2, Oblast de Lipetsk.[3]
3. Eduard Falz-Fein (30 de setembro de 2012, nº 1312) — súdito do Principado de Liechtenstein.[4]
4. Natalia Sarganova (11 de fevereiro de 2013, nº 135) — mãe adotiva, cidade de Tula.[5]
5. Naina Iéltsina (14 de março de 2017, nº 111) — cidade de Moscou.[6]
6. Natalia Solzhenitsyna (17 de julho de 2019, nº 337) — presidente do Fundo Beneficente Russo Aleksandr Solzhenitsyn, Moscou.[7]
7. Alexandra Tretyak (igumênia Varvara) (3 de março de 2022, nº 84) — abadessa do Mosteiro Feminino de Santa Apresentação Tolga, diocese de Yaroslavl da Igreja Ortodoxa Russa.[8]